# Achim (Börßum)
Pour les articles homonymes, voir Achim.
Achim est un village de la commune allemande de Börßum, dans l'arrondissement de Wolfenbüttel, Land de Basse-Saxe.

## Géographie
Le village se situe au sud-est de l'Oderwald, sur la Hellebach.

## Histoire
Selon la décision du parlement du Land de Basse-Saxe, le 13 avril 2011, Achim fusionne avec Börßum.

## Crédit d'auteurs
- (de) Cet article est partiellement ou en totalité issu de l’article de Wikipédia en allemand intitulé « Achim (Börßum) » (voir la liste des auteurs).